# Шабдух
Шабдух (авар. Шабдухъ) — село в Гумбетовском районе Дагестана. Административный центр Цунди-Шабдухского сельсовета.

## География
Село находится на расстоянии 6 км к югу от села Мехельта, административного центра района.

## История
В 1970 году село было разрушено землетрясением, в результате большая часть жителей была переселена в село Гамиях Новолакского района.

## Население
| 1895 | 1926 | 1939 | 1970 | 1989 | 2002 | 2010 |
| ---- | ---- | ---- | ---- | ---- | ---- | ---- |
| 218  | ↗224 | ↗253 | ↗494 | ↘168 | ↗332 | ↗368 |
| 2021 |      |      |      |      |      |      |
| ↘290 |      |      |      |      |      |      |

### Национальный состав
Моноэтническое аварское село.